# Erlend Hanstveit
Erlend Hanstveit (ur. 28 stycznia 1981 w Bergen) – norweski piłkarz grający na pozycji lewego obrońcy.

## Kariera klubowa
Karierę piłkarską Hanstveit rozpoczął w klubie Osterøy IL. W 1998 roku przeszedł do SK Brann i w tamtym roku awansował do kadry pierwszego zespołu. W 1998 roku zadebiutował w barwach Brann w rozgrywkach pierwszej ligi norweskiej, a w 2001 roku stał się podstawowym zawodnikiem klubu z Bergen. W Brann grał do końca 2008 roku. Wraz z Brann wywalczył mistrzostwo Norwegii w 2007 roku, a także dwukrotnie wicemistrzostwo w latach 2000 i 2006. W 2004 roku zdobył z Brann Puchar Norwegii.
Na początku 2009 roku Hanstveit podpisał kontrakt z belgijskim zespołem KAA Gent. Zadebiutował w nim 1 lutego 2009 w wygranym 5:2 wyjazdowym meczu z Royalem Charleroi. Swój pierwszy sukces z klubem z Gandawy osiągnął w sezonie 2009/2010, gdy zdobył z nim Puchar Belgii.
W 2011 roku podpisał kontrakt ze szwedzkim Helsingborgs IF. W latach 2014–2015 grał w Brann.
| Sezon   | Klub            | Kraj     | Rozgrywki     | Mecze | Bramki |
| ------- | --------------- | -------- | ------------- | ----- | ------ |
| 1998    | SK Brann        | Norwegia | Tippeligaen   | 4     | 0      |
| 1999    | SK Brann        | Norwegia | Tippeligaen   | 11    | 0      |
| 2000    | SK Brann        | Norwegia | Tippeligaen   | 8     | 0      |
| 2001    | SK Brann        | Norwegia | Tippeligaen   | 24    | 1      |
| 2002    | SK Brann        | Norwegia | Tippeligaen   | 23    | 4      |
| 2003    | SK Brann        | Norwegia | Tippeligaen   | 17    | 2      |
| 2004    | SK Brann        | Norwegia | Tippeligaen   | 24    | 0      |
| 2005    | SK Brann        | Norwegia | Tippeligaen   | 22    | 1      |
| 2006    | SK Brann        | Norwegia | Tippeligaen   | 24    | 0      |
| 2007    | SK Brann        | Norwegia | Tippeligaen   | 19    | 0      |
| 2008    | SK Brann        | Norwegia | Tippeligaen   | 26    | 0      |
| 2008/09 | KAA Gent        | Belgia   | Eerste Klasse | 12    | 0      |
| 2009/10 | KAA Gent        | Belgia   | Eerste Klasse | 19    | 0      |
| 2010/11 | KAA Gent        | Belgia   | Eerste Klasse | 14    | 0      |
| 2011    | Helsingborgs IF | Szwecja  | Allsvenskan   | 7     | 1      |
| 2012    | Helsingborgs IF | Szwecja  | Allsvenskan   | 16    | 0      |
| 2013    | Helsingborgs IF | Szwecja  | Allsvenskan   | 29    | 0      |
| 2014    | SK Brann        | Norwegia | Tippeligaen   | 22    | 1      |
| 2015    | SK Brann        | Norwegia | Adeccoligaen  | 6     | 1      |

## Kariera reprezentacyjna
W reprezentacji Norwegii Hanstveit zadebiutował 28 stycznia 2004 roku w wygranym 5:2 towarzyskim meczu z Singapurem. Od 2004 do 2006 roku rozegrał w kadrze narodowej 5 meczów.
| Mecze i gole w reprezentacji | Mecze i gole w reprezentacji | Mecze i gole w reprezentacji | Mecze i gole w reprezentacji | Mecze i gole w reprezentacji | Mecze i gole w reprezentacji | Mecze i gole w reprezentacji |
| #                            | Data                         | Stadion                      | Rywal                        | Wynik                        | Gol                          | Rozgrywki                    |
| 2004                         | 2004                         | 2004                         | 2004                         | 2004                         | 2004                         | 2004                         |
| ---------------------------- | ---------------------------- | ---------------------------- | ---------------------------- | ---------------------------- | ---------------------------- | ---------------------------- |
| 1.                           | 28.01.2004                   | Singapur, Singapur           | Singapur                     | 5:2                          | 0                            | towarzyski                   |
| 2.                           | 18.02.2004                   | Belfast, Irlandia Północna   | Irlandia Północna            | 4:1                          | 0                            | towarzyski                   |
| 2005                         |                              |                              |                              |                              |                              |                              |
| 3.                           | 25.01.2005                   | Manama, Bahrajn              | Bahrajn                      | 1:0                          | 0                            | towarzyski                   |
| 4.                           | 28.01.2005                   | Amman, Jordania              | Jordania                     | 0:0                          | 0                            | towarzyski                   |
| 2006                         |                              |                              |                              |                              |                              |                              |
| 5.                           | 29.01.2006                   | Carson, Stany Zjednoczone    | Stany Zjednoczone            | 0:5                          | 0                            | towarzyski                   |